# USS Intrepid (1798)

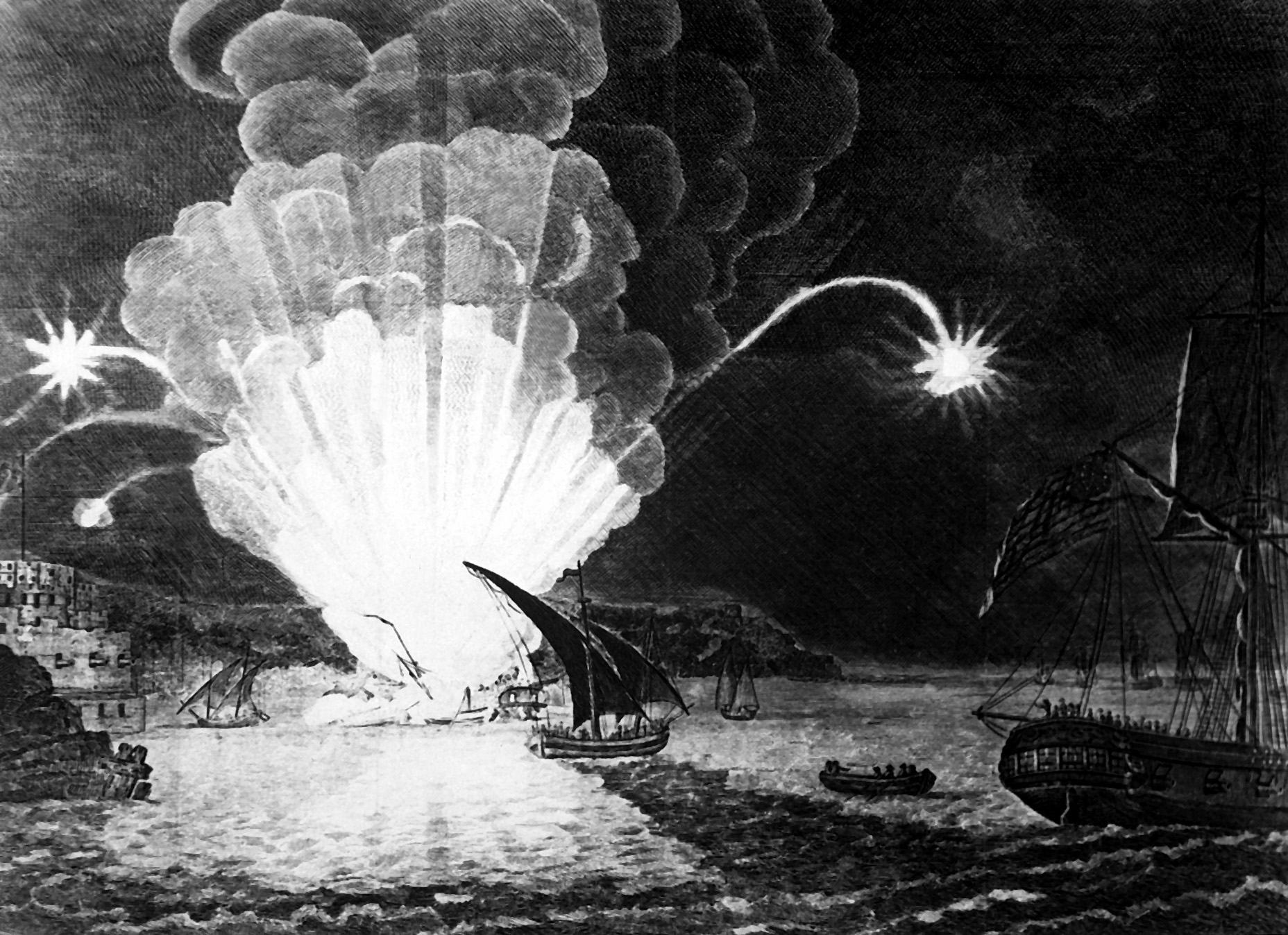
De vernietiging van de USS Intrepid in de haven van Tripoli

De eerste USS Intrepid (1798), ("Intrepid": onverschrokken, moedig), was een gekaapte kits (tweemaster) van de United States Navy tijdens de Eerste Barbarijse Oorlog. Ze zou tweemaal gebruikt worden voor raids tegen Tripoli. De laatste raid was met verlies van vele levens. Het schip werd opgeblazen in de haven van Tripoli.

## Geschiedenis
De "Intrepid" werd gebouwd in Frankrijk in 1798 voor de Egyptische expeditie van Napoleon. Ze werd naderhand verkocht aan Tripoli, waar ze dienstdeed onder de naam "Mastico". De bom-ketch was een van de verscheidene Tripolitaanse zeilschepen die de "USS Philadelphia" innamen op 31 oktober 1803, nadat het Amerikaanse fregat vastliep aan de grond op een niet in kaart gebrachte Kaliusa Rif, zo'n 5 mijl ten oosten van Tripoli.

### Eerste Barbarijse Oorlog
De schoener "USS Enterprise", met luitenant Stephen Decatur, jr. als bevelhebber, kaapte de "Mastico" op 23 december 1803 toen ze vertrok van Tripoli en onderweg was naar Constantinopel onder Turkse vlag en zonder geldige boordpapieren.
Na een tijdrovende doorzoeking en onderzoek samen met een vertaler of tolk over de scheepspapieren van de Barbarijse ketch, die onder Turkse vlag voer, en de verklaring van een Engelse scheepseigenaar die in Tripoli had getuigd van de rol die het schip had gespeeld met de kaping van de "USS Philadelphia", werd ze schuldig bevonden. De bevelhebber van het Amerikaanse eskader, commodore Edward Preble nam de "Mastico" in als een rechtvaardig gekaapt prijzenschip. Hij deelde haar in zijn vloot in en herdoopte haar weer met haar oorspronkelijke Franse naam "Intrepid".
Tegelijkertijd lag de "USS Philadelphia" ingesloten in de haven van Tripoli, die een bedreiging vormde als een groots piratenschip van de Amerikaanse Middellandse Zeevloot. Commodore Preble besloot dat het voormalige Amerikaanse fregat moest worden vernietigd, vooraleer ze kon ingezet worden door de Barbarijse piraten tegen zijn smaldeel. Preble gaf bevel voor het veroveren en vernietigen van het fregat van de Tripolitanen bij verrassing, en hij dacht aan de "USS Intrepid" die nu bij zijn vloot behoorde. Het enige zeilschip van dit type dat naderbij kon komen in de haven van Tripoli, was de "USS Intrepid", omdat die leek op een Noord-Afrikaans schip.
Hij stelde luitenant Stephen Decatur aan als kapitein van de ketch op 31 januari 1804 en beval hem om haar gereed te maken voor een tocht van een maand in gezelschap met de "USS Syren".
Commodore Prebles bevelen gingen direct persoonlijk naar Decatur, met het verzoek de haven van Tripoli binnen te dringen met de "USS Intrepid" die nacht en om aan boord van het fregat te klimmen en het in brand te steken, om zich daarna onmiddellijk terug te trekken. Tenzij ze het konden gebruiken als brander tegen andere vijandelijke schepen in de haven. In het laatste geval konden ze nog ontsnappen in sloepen naar de "USS Syren", die even buiten de havenmonding zou liggen wachten.
De "USS Intrepid" en de "USS Syren" zetten hun zeiltocht voort op 2 februari en kwamen vijf dagen later nabij Tripoli aan. Slecht weer stelde de operatie uit tot 16 februari 1804.
's Avonds koos de "USS Syren" positie buiten de haven en zette sloepen uit, klaar voor het mogelijke reddingswerk. De Amerikaanse bemanning had Maltese kleren aangetrokken om geen argwaan te trekken bij de Tripolitanen. Om 19.00 u voer de "USS Intrepid" de haven binnen als een doodgewone kits en omstreeks 21.30 u was ze langszij gekomen van de "USS Philadelphia". Toen ze werd gepraaid, kwam men tot de ontdekking, dat ze haar anker had verloren in de storm. Men besloot vast te maken aan het fregat tot de ochtend om geen argwaan te wekken. Daarna zouden ze toeslaan. Maar de wachters hadden opeens notie van de verdachte aanwezigheid van de kits vlak bij en langszij het fregat, die toen haar ankers had laten vallen en sloegen onmiddellijk alarm. (Later was de "USS Geurriere" op 7 april 1871, te gast bij de Pasja, en deze zou hen het anker van het toen uitgebrande fregat "USS Philadelphia" schenken).
Nu moest het gebeuren. Een kleine groep, onder bevel van de scheepschirurg Lewis Heerman, bleef aan boord van de "Intrepid", terwijl Decatur en 60 van zijn bemanningsleden vastberaden aan boord klommen van het fregat. Na een kortstondig gevecht zonder gebruik van vuurwapens, schakelden de Amerikanen de paar Barbarijse bewakers uit en staken zij de "Philadelphia" in brand. Decatur verliet als allerlaatste het brandende fregat en vooraleer de resterende manschappen van boord waren van de brandende "Philadelphia", zetten de vlammen alles in lichterlaaie, vanaf het luikgat en zijden van haar mastdek. Toen Decatur uiteindelijk het schip had verlaten, stond de tuigage in vuur en vlam, tot aan de topmasten.
Zware Barbarijse batterijen openden het vuur op de wegvluchtende "USS Intrepid", en terwijl ze snel wegroeiden van de brandende "Philadelphia", ontploften haar kanonnen en munitie door de hitte van de brand. De "Intrepid" en Decatur konden die nacht ongedeerd ontsnappen.

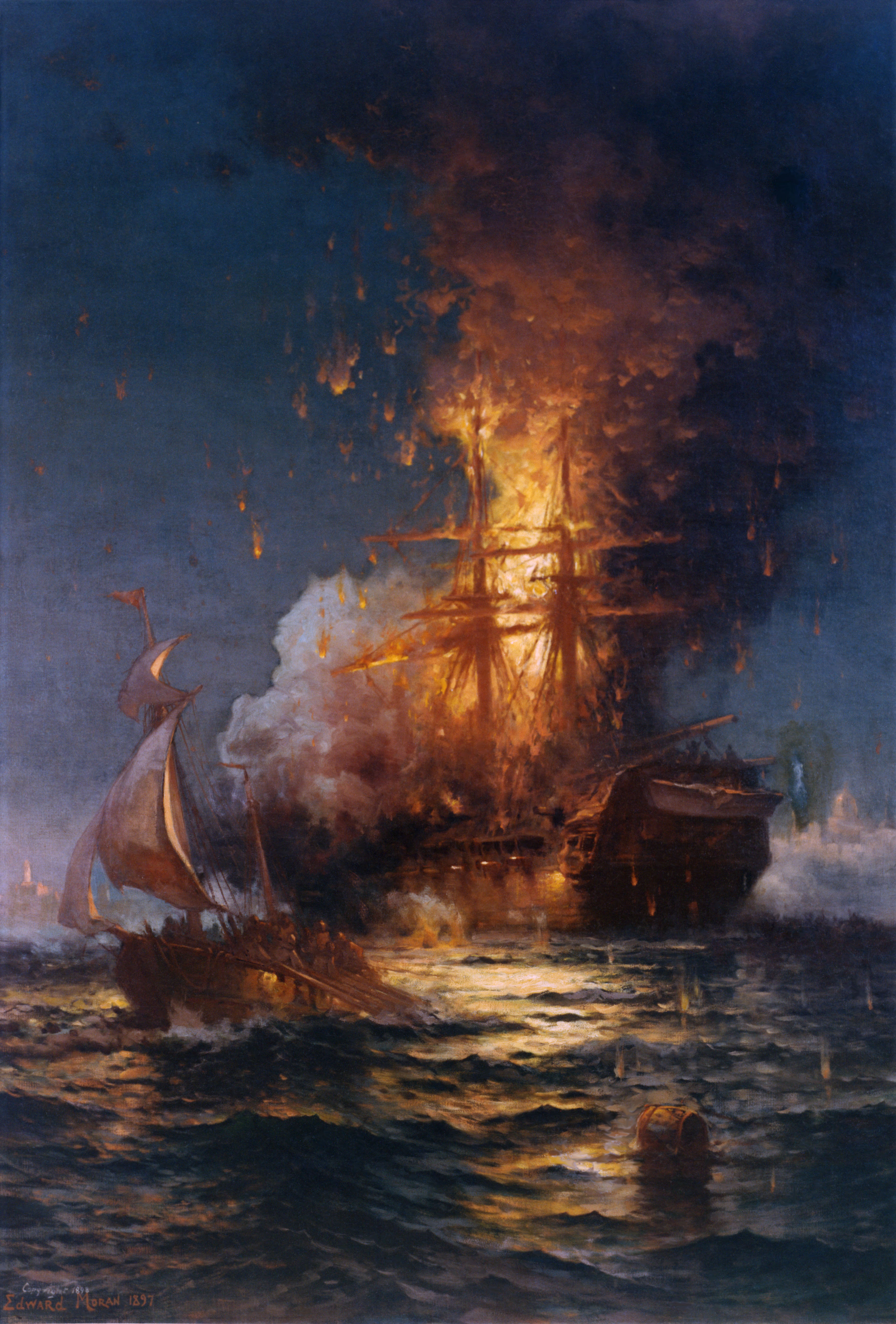
De brandende Philadelphia in de haven van Tripoli en de wegvarende USS Intrepid

Toen admiraal Horatio Nelson, die op dat moment Toulon blokkeerde met zijn schepen, hoorde van de heldendaden van de Intrepidbemanning, riep hij luid naar zijn officieren en manschappen: "The most bold and daring act of the age !" ("Het stoutmoedigste en gewaagdste optreden van de eeuw !")
De "USS Intrepid" keerde terug naar Syracuse op 19 februari, en de volgende dag keerde haar zegevierende bemanning terug naar hun respectievelijke schepen. De kits bleef in Syracuse liggen met alleen een adelborst (midshipsman) en enkele matrozen aan boord, terwijl het eskader terug naar zee ging gedurende enkele maanden.
Ze werd een hospitaalschip op 1 juni en vervolgens voerde ze deze verzorgingstaken uit tot juli. Daarna vertrok ze vanuit Syracuse naar Malta, waar ze aan boord een verse aanvoer kreeg van manschappen, bewapening, voorraad en proviand voor het eskader en vertrok op 17 augustus. Ze maakte deel uit van het Smaldeel nabij Tripoli op 22 augustus 1804.

### Het einde
Een week later begon ze haar carrière als "drijvende vulkaan" om zich op te blazen midden in de piratenvloot onder de muren van Tripoli. Haar bemanning zou natuurlijk eerst het schip verlaten hebben, althans. Timmerlieden van elk schip waren aanwezig om de ketch bij te timmeren en verhogingen aan de boordzijden aan te brengen, om de kruitvaten ertegen op te stapelen. Daarna waren ze op 1 september klaar om uit te varen tegen de vijand. Alhoewel, ongunstige weersverwachtingen stelden de operatie uit tot 4 september 1804.
Die dag werd luitenant Richard Somers als vrijwilliger aangesteld om het commando over de "brander" te nemen. Zijn bemanning bestond, samen met luitenant Henry Wadsworth en tien manschappen, uit vrijwilligers. Ze waren bijna met de "USS Intrepid" al vertrokken en onderweg, toen de midshipsman Joseph Israël aankwam met op het laatste moment nog orders van Commodore Preble en drong zelf aan om met de expeditie mee te gaan, wat ook gebeurde.
De bezorgde Amerikaanse vloot hoorde na een tijd twee signaalschoten als de "USS Intrepid" binnenliep in de haven: te 21.30u, toen ze bijna was aangekomen bij haar bestemming, werd het Amerikaanse eskader opgeschrikt door de schok van een geweldige explosie. Aan boord van de "USS Intrepid" waren alle dappere manschappen gesneuveld, waaronder drie officieren en tien manschappen.

### Conclusies
Commodore Preble oordeelde later dat de verdedigers van Tripoli aan boord waren gegaan van de "USS Intrepid". Nauwgezet hadden haar dappere Amerikaanse manschappen haar laten ontploffen en hun leven gegeven om te voorkomen dat het schip en haar kostbare kruitlading in handen van de vijand zouden vallen.
Anderzijds werd ook geoordeeld dat het schip te vroeg ontplofte, door toedoen van vijandelijk geschut of door een onvoorzichtigheid van de manschappen zelf. Men meende ook dat de Amerikaanse bom-ketch al brandde toen ze bijna haar einddoel had bereikt en daar door het vuur is ontploft, vooraleer haar bemanning zich in veiligheid kon brengen op de oever of in de sloepen.
In ieder geval is de "USS Intrepid" rampzalig voor de Amerikaanse bemanning vroegtijdig ontploft, waarvan commandant Richard Somers en zijn mannen, allen omkwamen.

## USS Intrepid (1798)
- Type: Kits - Frankrijk - Tripoli - daarna United States Navy
- Gebouwd: In Frankrijk in 1798
- Te water gelaten: 6 augustus 1803 als "Intrepid"
- In dienst gesteld: September 1803 (Voor Egyptische expeditie van Napoleon)
- Verkocht: Aan Tripoli - omgedoopt tot "Mastico"
- Gekaapt: 23 december 1803 door Stephen Decatur, omgedoopt tot "Intrepid"
- Gebruikt tegen: Vernietiging "USS Philadelphia" op 16 februari 1804
- Verloren gegaan: Vernietigd in actie op 4 september 1804

### Algemene kenmerken
- Waterverplaatsing: 64 ton
- Lengte: 60 voet - 18,30 m
- Breedte: 12 voet - 3,66 m
- Voortstuwing: Gezeild (twee masten met één mast met twee bovenliggende ra's, een boegspriet) - mogelijk kon er ook geroeid worden
- Bemanning: 70 officieren en matrozen
- Bewapening: 4 kanonnen